# David Griffiths
David Griffiths (Liverpool, 16 febbraio 1939) è un artista gallese.

## Biografia
È nato a Liverpool in una famiglia gallese. Si è trasferito a Pwllheli quando aveva sette anni. Ha studiato alla Slade School of Fine Art di Londra sotto la direzione del professor sir William Coldstream.
Considerato uno dei pittori di ritratti più importanti del Regno Unito, la grande produzione di David Griffiths comprende ritratti di nobili, ambasciatori, arcivescovi, cancellieri, distinti parlamentari e noti musicisti e attori. Il suo ritratto del principe Carlo, realizzato in occasione della sua investitura come principe di Galles nel 1969 gli ha dato notorietà. Questo rimane uno dei suoi ritratti più famosi.
Ha anche ritratto William Stamps Farish III (ex ambasciatore degli Stati Uniti d'America nel Regno Unito), Enoch Powell, e una lunga lista di notabili gallesi tra i quali Barry John, Gwynfor Evans, John Meurig Thomas, lord Tonypandy (come presidente della Camera dei comuni), Siân Phillips, Bryn Terfel e sir Geraint Evans.
La Midland Bank ha sponsorizzato una grande mostra del suo lavoro al National Eisteddfod del 1970. Nel 2002 la National Library of Wales ha tenuto una mostra retrospettiva dei suoi lavori.
Più di sessanta dei suoi dipinti a olio si trovano nelle università britanniche o nelle raccolte di gallerie.
Nel 2012 ha inoltre partecipato alla realizzazione del corto Teens like Phil, dove ha ricoperto il ruolo di direttore della fotografia.